# Achaeta bifollicula
Achaeta bifollicula är en ringmaskart som beskrevs av Chalupsky 1992. Achaeta bifollicula ingår i släktet Achaeta, och familjen småringmaskar. Arten är reproducerande i Sverige.